# Celebration: The Video Collection
Celebration: The Video Collection là một bộ DVD tuyển tập video của ca sĩ người Mỹ Madonna. Nó được phát hành bởi Warner Bros. Records vào ngày 29 tháng 9 năm 2009, song song với album tuyệt phẩm Celebration. Ấn phẩm này tiếp tục chuỗi tuyển tập video phát hành trước đó của cô như The Immaculate Collection (1990) và The Video Collection 93:99 (1999). Việc phát hành DVD được công bố vào tháng 7 năm 2009 và bao gồm toàn bộ những video trong sự nghiệp ca hát của Madonna từ 1983 đến 2009.
Nó nhận được những đánh giá trái chiều từ các nhà phê bình đương đại, trong đó họ thất vọng với chất lượng thấp và sự thiếu đầy đủ của nhiều video, nhưng số khác lại ca ngợi Celebration: The Video Collection là một lời nhắc nhở đến những thành tựu của Madonna. DVD ra mắt ở vị trí số một trên bảng xếp hạng Billboard Top Music Videos và đứng đầu các bảng xếp hạng DVD tại Úc, Cộng hòa Séc, Hungary, Tây Ban Nha và Thụy Sĩ. Nó đã được chứng nhận đĩa bạch kim bởi Hiệp hội Công nghiệp ghi âm Mỹ (RIAA) với 100.000 bản tiêu thụ trên toàn nước Mỹ.

## Danh sách video

### DVD
| DVD 1 | DVD 1                                                                        | DVD 1                                                   | DVD 1                 | DVD 1      |
| STT   | Nhan đề                                                                      | Sáng tác                                                | Đạo diễn              | Thời lượng |
| ----- | ---------------------------------------------------------------------------- | ------------------------------------------------------- | --------------------- | ---------- |
| 1.    | "Burning Up*" (từ Madonna, 1983)                                             | Madonna                                                 | Steve Barron          | 3:40       |
| 2.    | "Lucky Star" (từ Madonna, 1983)                                              | Madonna                                                 | Arthur Pierson        | 4:01       |
| 3.    | "Borderline" (từ Madonna, 1983)                                              | Reggie Lucas                                            | Mary Lambert          | 3:56       |
| 4.    | "Like a Virgin" (từ Like a Virgin, 1984)                                     | Tom Kelly, Billy Steinberg                              | Mary Lambert          | 3:48       |
| 5.    | "Material Girl" (từ Like a Virgin, 1984)                                     | Peter Brown, Robert Rans                                | Mary Lambert          | 4:43       |
| 6.    | "Crazy for You*" (từ Vision Quest, 1985)                                     | John Bettis, Jon Lind                                   | Harold Becker         | 3:59       |
| 7.    | "Into the Groove*" (từ Like a Virgin, phiên bản tái phát hành 1985)          | Madonna, Stephen Bray                                   | Susan Seidelman       | 3:50       |
| 8.    | "Live to Tell*" (từ True Blue, 1986)                                         | Madonna, Patrick Leonard                                | James Foley           | 4:24       |
| 9.    | "Papa Don't Preach" (từ True Blue, 1986)                                     | Brian Elliot (hỗ trợ viết lời: Madonna)                 | James Foley           | 5:06       |
| 10.   | "True Blue*" (từ True Blue, 1986)                                            | Madonna, Bray                                           | James Foley           | 4:02       |
| 11.   | "Open Your Heart" (từ True Blue, 1986)                                       | Madonna, Gardner Cole, Peter Rafelson                   | Jean-Baptiste Mondino | 4:28       |
| 12.   | "La Isla Bonita" (từ True Blue, 1986)                                        | Madonna, Leonard, Bruce Gaitsch                         | Mary Lambert          | 3:59       |
| 13.   | "Who's That Girl*" (từ Who's That Girl, 1987)                                | Madonna, Leonard                                        | Peter Rosenthal       | 3:44       |
| 14.   | "Like a Prayer" (từ Like a Prayer, 1989)                                     | Madonna, Leonard                                        | Mary Lambert          | 5:43       |
| 15.   | "Express Yourself" (Bản Shep Pettibone Remix Video) (từ Like a Prayer, 1989) | Madonna, Bray                                           | David Fincher         | 4:59       |
| 16.   | "Cherish" (từ Like a Prayer, 1989)                                           | Madonna, Leonard                                        | Herb Ritts            | 4:38       |
| 17.   | "Vogue" (từ I'm Breathless, 1990)                                            | Madonna, Shep Pettibone                                 | David Fincher         | 4:51       |
| 18.   | "Justify My Love" (từ The Immaculate Collection, 1990)                       | Lenny Kravitz, Ingrid Chavez (hỗ trợ viết lời: Madonna) | Jean-Baptiste Mondino | 4:57       |
| 19.   | "Erotica*" (từ Erotica, 1992)                                                | Madonna, Pettibone, Anthony Shimkin                     | Fabien Baron          | 5:18       |
| 20.   | "Deeper and Deeper*" (from Erotica, 1992)                                    | Madonna, Pettibone, Shimkin                             | Bobby Woods           | 5:49       |
| 21.   | "Rain" (từ Erotica, 1992)                                                    | Madonna, Pettibone                                      | Mark Romanek          | 4:33       |
| 22.   | "I'll Remember*" (từ With Honors, 1994)                                      | Madonna, Leonard, Richard Page                          | Alek Keshishian       | 4:19       |

| DVD 2 | DVD 2                                                                             | DVD 2                                                                    | DVD 2                 | DVD 2      |
| STT   | Nhan đề                                                                           | Sáng tác                                                                 | Đạo diễn              | Thời lượng |
| ----- | --------------------------------------------------------------------------------- | ------------------------------------------------------------------------ | --------------------- | ---------- |
| 1.    | "Secret" (từ Bedtime Stories, 1994)                                               | Madonna, Dallas Austin, Pettibone                                        | Melodie McDaniel      | 4:23       |
| 2.    | "Take a Bow" (từ Bedtime Stories, 1994)                                           | Madonna, Kenneth "Babyface" Edmonds                                      | Michael Haussman      | 4:33       |
| 3.    | "Bedtime Story" (từ Bedtime Stories, 1994)                                        | Nellee Hooper, Björk, Marius De Vries                                    | Mark Romanek          | 4:24       |
| 4.    | "Human Nature" (from Bedtime Stories, 1994)                                       | Madonna, Dave Hall, Shawn McKenzie, Kevin McKenzie, Michael Deering      | Jean-Baptiste Mondino | 4:33       |
| 5.    | "I Want You*" (từ Something to Remember, 1995)                                    | Leon Ware, Arthur Ross                                                   | Earle Sebastian       | 6:21       |
| 6.    | "You'll See*" (từ Something to Remember, 1995)                                    | Madonna, David Foster                                                    | Michael Haussman      | 4:18       |
| 7.    | "Frozen" (từ Ray of Light, 1998)                                                  | Madonna, Leonard                                                         | Chris Cunningham      | 5:20       |
| 8.    | "Ray of Light" (từ Ray of Light, 1998)                                            | Madonna, William Orbit, Clive Maldoon, Dave Curtiss, Christine Ann Leach | Jonas Åkerlund        | 5:06       |
| 9.    | "The Power of Good-Bye" (từ Ray of Light, 1998)                                   | Madonna, Rick Nowels                                                     | Matthew Rolston       | 4:09       |
| 10.   | "Beautiful Stranger" (từ Austin Powers: The Spy Who Shagged Me, 1999)             | Madonna, Orbit                                                           | Brett Ratner          | 4:38       |
| 11.   | "American Pie*" (từ The Next Best Thing, 2000)                                    | Don McClean                                                              | Philip Stolzl         | 4:34       |
| 12.   | "Music*" (từ Music, 2000)                                                         | Madonna, Mirwais Ahmadzaï                                                | Jonas Åkerlund        | 4:44       |
| 13.   | "Don't Tell Me*" (từ Music, 2000)                                                 | Madonna, Ahmadzaï, Joe Henry                                             | Jean-Baptiste Mondino | 4:38       |
| 14.   | "What It Feels Like for a Girl*" (Above & Beyond Remix) (từ Music, 2000)          | Madonna, Guy Sigsworth, David Tom                                        | Guy Ritchie           | 4:28       |
| 15.   | "Die Another Day*" (từ Die Another Day, 2002)                                     | Madonna, Ahmadzaï                                                        | Traktor               | 4:27       |
| 16.   | "Hollywood*" (từ American Life, 2003)                                             | Madonna, Ahmadzaï                                                        | Jean-Baptiste Mondino | 3:58       |
| 17.   | "Love Profusion*" (từ American Life, 2003)                                        | Madonna, Ahmadzaï                                                        | Luc Besson            | 3:48       |
| 18.   | "Hung Up*" (từ Confessions on a Dance Floor, 2005)                                | Madonna, Stuart Price, Benny Andersson, Björn Ulvaeus                    | Johan Renck           | 5:25       |
| 19.   | "Sorry*" (từ Confessions on a Dance Floor, 2005)                                  | Madonna, Price                                                           | Jamie King            | 4:43       |
| 20.   | "Get Together*" (Alternate Video Version) (từ Confessions on a Dance Floor, 2005) | Madonna, Anders Bagge, Peer Astrom, Price                                | Eugene Riecansky      | 3:55       |
| 21.   | "Jump*" (từ Confessions on a Dance Floor, 2005)                                   | Madonna, Henry, Price                                                    | Jonas Åkerlund        | 3:23       |
| 22.   | "4 Minutes*" (từ Hard Candy, 2008)                                                | Madonna, Timothy Mosley, Justin Timberlake, Nathaniel Hills              | Jonas & François      | 4:04       |
| 23.   | "Give It 2 Me*" (từ Hard Candy, 2008)                                             | Madonna, Pharrell Williams                                               | Tom Munro             | 4:12       |
| 24.   | "Miles Away*" (chưa từng phát hành trước đó) (từ Hard Candy, 2008)                | Madonna, Mosley, Timberlake, Hills                                       | Nathan Rissman        | 3:49       |
| 25.   | "Celebration*" (Benny Benassi Remix) (new recording)                              | Madonna, Paul Oakenfold, Ian Green, Ciaran Gribbin                       | Jonas Åkerlund        | 3:52       |

### Tải kĩ thuật số
| Phiên bản cao cấp trên iTunes Store | Phiên bản cao cấp trên iTunes Store                    | Phiên bản cao cấp trên iTunes Store |
| STT                                 | Nhan đề                                                | Thời lượng                          |
| ----------------------------------- | ------------------------------------------------------ | ----------------------------------- |
| 39.                                 | "Lucky Star"                                           | 4:02                                |
| 40.                                 | "Borderline"                                           | 3:57                                |
| 41.                                 | "Like a Virgin"                                        | 3:49                                |
| 42.                                 | "Material Girl"                                        | 4:43                                |
| 43.                                 | "Crazy for You"                                        | 3:58                                |
| 44.                                 | "Papa Don't Preach"                                    | 5:07                                |
| 45.                                 | "Open Your Heart"                                      | 4:27                                |
| 46.                                 | "La Isla Bonita"                                       | 4:00                                |
| 47.                                 | "Like a Prayer"                                        | 5:37                                |
| 48.                                 | "Express Yourself" (Bản Shep Pettibone Remix Video)    | 5:01                                |
| 49.                                 | "Cherish"                                              | 4:38                                |
| 50.                                 | "Vogue"                                                | 4:52                                |
| 51.                                 | "Justify My Love"                                      | 4:58                                |
| 52.                                 | "Erotica"                                              | 5:13                                |
| 53.                                 | "Rain"                                                 | 4:35                                |
| 54.                                 | "Take a Bow"                                           | 4:35                                |
| 55.                                 | "You'll See"                                           | 4:20                                |
| 56.                                 | "Frozen"                                               | 5:22                                |
| 57.                                 | "Ray of Light"                                         | 5:07                                |
| 58.                                 | "The Power of Good-Bye"                                | 4:11                                |
| 59.                                 | "Music"                                                | 4:46                                |
| 60.                                 | "Don't Tell Me"                                        | 4:38                                |
| 61.                                 | "What It Feels Like for a Girl" (Above & beyond Remix) | 4:30                                |
| 62.                                 | "Hung Up"                                              | 5:27                                |
| 63.                                 | "Sorry"                                                | 4:47                                |
| 64.                                 | "Get Together" (Bản Video thay thế)                    | 3:57                                |
| 65.                                 | "Jump"                                                 | 3:24                                |
| 66.                                 | "4 Minutes"                                            | 4:05                                |
| 67.                                 | "Give It 2 Me"                                         | 4:13                                |
| 68.                                 | "Celebration"                                          | 3:41                                |

Chú ý
- Cảnh khỏa thân trong "Justify My Love" và "Erotica" đã bị kiểm duyệt.
- Hầu hết những video trên đều từng xuất hiện trong nhiều ấn phẩm video của Madonna. 26 trong tổng số 47 video được đánh dấu (*) là xuất hiện lần đầu.

## Xếp hạng và chứng nhận
| Bảng xếp hạng (2009)          | Vị trí cao nhất |
| ----------------------------- | --------------- |
| Australian Top 40 Music DVD   | 1               |
| Austrian Top 10 DVD           | 1               |
| Czech Albums Chart            | 1               |
| Danish Top 10 DVD             | 1               |
| Dutch Top 30 DVD              | 1               |
| Finnish Top 10 DVD            | 1               |
| Hungarian Top 20 DVD          | 1               |
| Japanese Oricon DVD Chart     | 7               |
| New Zealand Top 10 DVD        | 3               |
| Spanish Top 20 DVD            | 1               |
| Swiss Top 10 DVD              | 1               |
| US Billboard Top Music Videos | 1               |

| Quốc gia                                                                           | Chứng nhận  | Số đơn vị/doanh số chứng nhận |
| ---------------------------------------------------------------------------------- | ----------- | ----------------------------- |
| Argentina (CAPIF)                                                                  | Bạch kim    | 8.000^                        |
| Brasil (Pro-Música Brasil)                                                         | 2× Bạch kim | 60.000*                       |
| Pháp (SNEP)                                                                        | 2× Bạch kim | 40.000*                       |
| Ba Lan (ZPAV)                                                                      | Vàng        | 5.000*                        |
| Bồ Đào Nha (AFP)                                                                   | Vàng        | 4.000^                        |
| Hoa Kỳ (RIAA)                                                                      | Bạch kim    | 100.000^                      |
| * Chứng nhận dựa theo doanh số tiêu thụ. ^ Chứng nhận dựa theo doanh số nhập hàng. |             |                               |

## Lịch sử phát hành
| Quốc gia       | Ngày                | Định dạng    |
| -------------- | ------------------- | ------------ |
| Brazil         | 21 tháng 9 năm 2009 | DVD, Blu-ray |
| Đức            | 25 tháng 9 năm 2009 | DVD, Blu-ray |
| Úc             | 28 tháng 9 năm 2009 | DVD, Blu-ray |
| Bồ Đào Nha     | 28 tháng 9 năm 2009 | DVD, Blu-ray |
| Vương quốc Anh | 29 tháng 9 năm 2009 | DVD, Blu-ray |
| Mỹ             | 29 tháng 9 năm 2009 | DVD, Blu-ray |